# Technikmuseum Diepholz-Heede

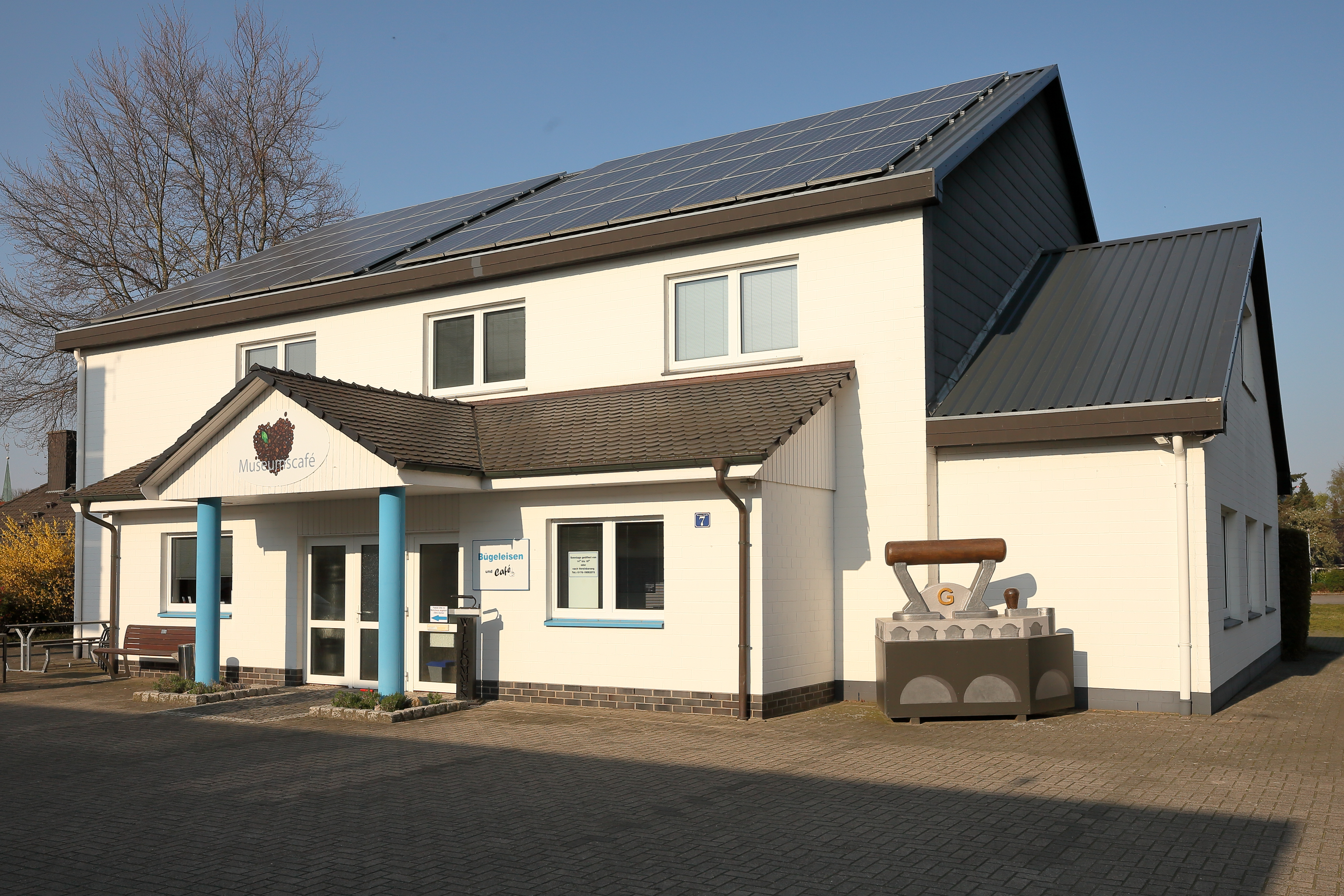
Ausstellungsgebäude, Schwerpunkt Bügeltechnik

Das Technikmuseum Diepholz-Heede ist ein privat geführtes Technikmuseum im Ortsteil Heede der Stadt Diepholz im niedersächsischen Landkreis Diepholz und wurde 2014 gegründet.
Zu den Schwerpunkten des Museums gehören etwa 2500 Ausstellungsstücke zum Thema Bügeln (Sammlung Dieter Möller). Dazu gehören auch Fußbügeleisen, Krageneisen, Mangel- und Plissiermaschinen.

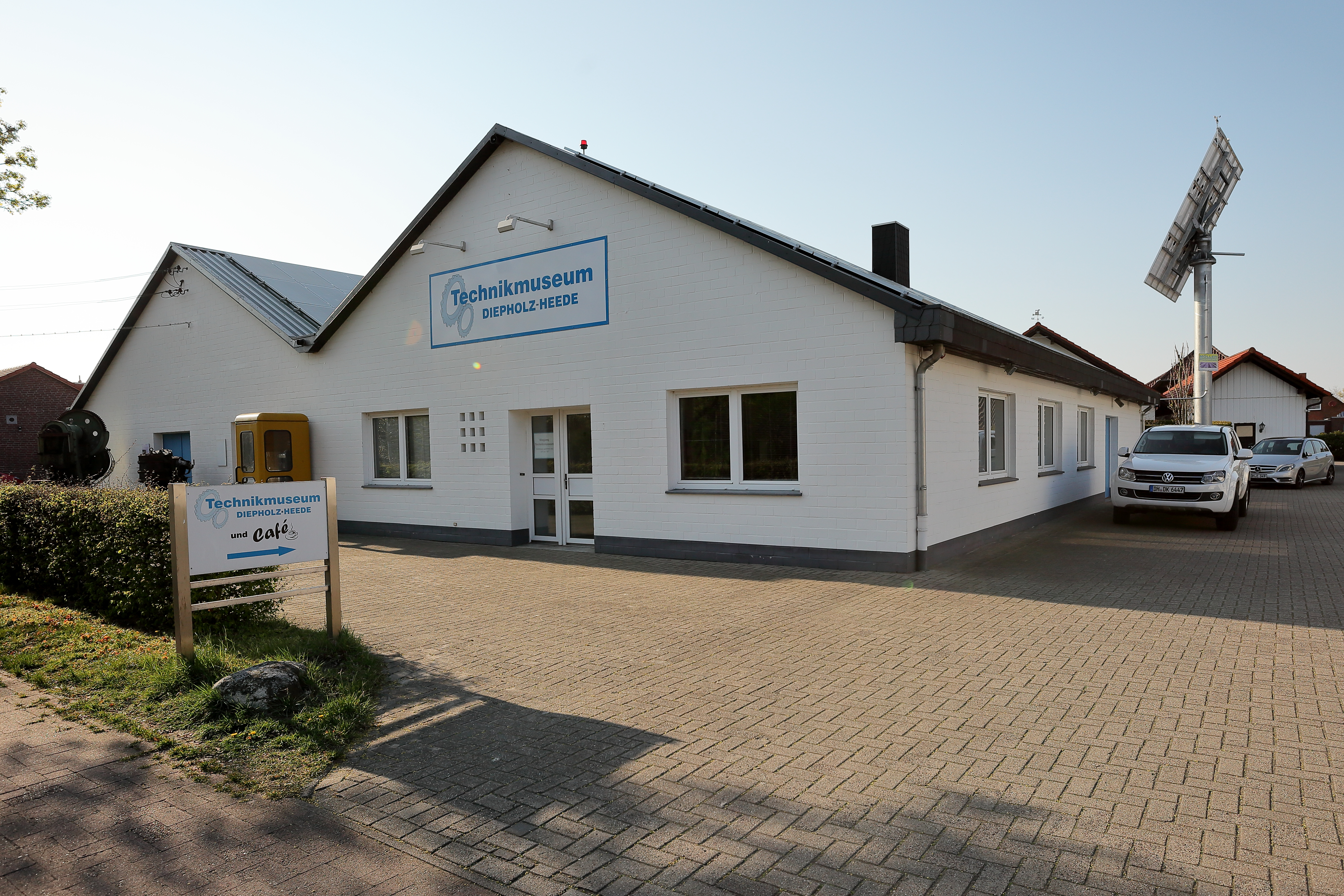
Ausstellungsgebäude für Elektrotechnik, Haustechnik

Die historischen Rundfunk- und Elektrogeräte (Sammlung Familie Kaufmann) zeigt zahlreiche historischen Radios, aber auch Sende- und Messtechnik für die Hochfrequenztechnik. Zur Sammlung gehört beispielsweise einer der ersten Anrufbeantwortertypen, ein Alibiphon oder ein frühes Aufzeichnungsgerät mit Schallband, welches als Tefifon bekannt wurde.
In der Haustechnik werden alte Sanitäreinrichtungen (u. a. Wasserboiler und Badewannen) und Heizsysteme, dekorative Öfen, Pumpen und Badewannen, Werkzeuge der Klempnerei und des Kupferschmiedens gezeigt. Dazu auch Elektrotechnische Installationen, historische Gas- und Wasserzähler.
Neben der normalen Ausstellung, die sonntags geöffnet ist, finden zahlreiche Veranstaltungen mit Bezug zu historischer Technik, Vorträge und der monatliche Reparaturtreff statt.

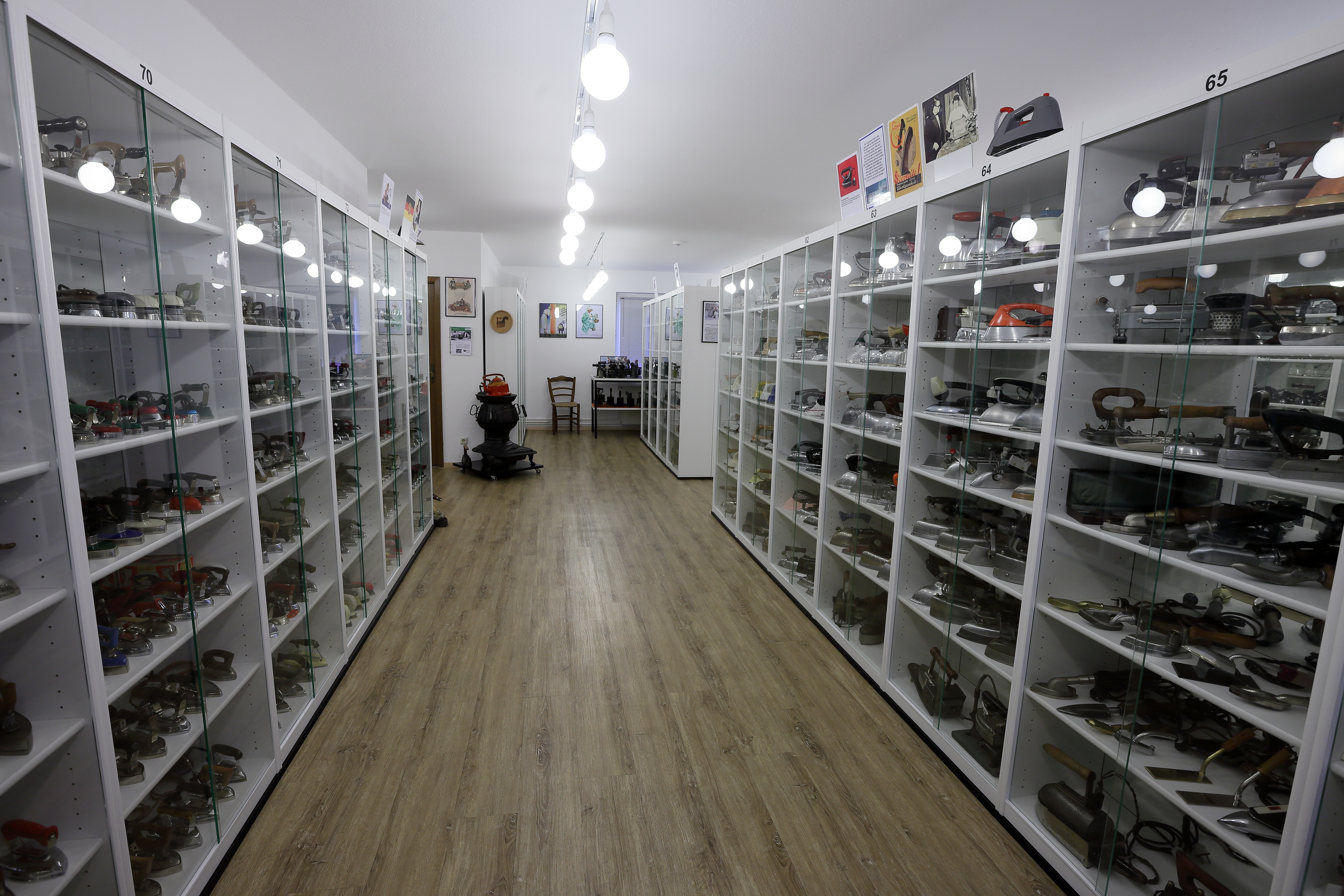
Teil der Bügeleisensammlung
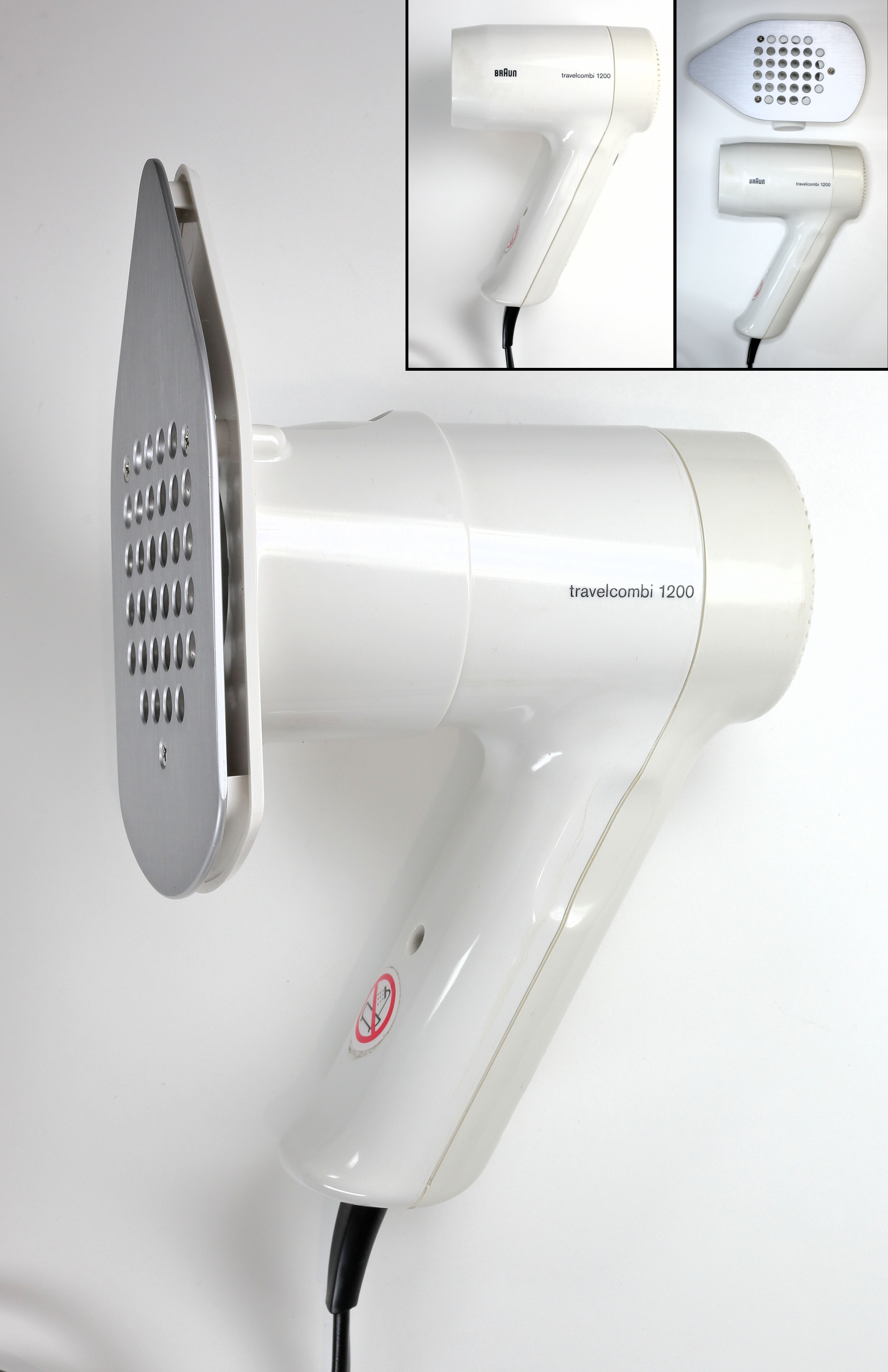
Das Modell 4459 „Travelcombi 1200“ von Braun ist eines der neueren Exponate in der Bügeleisensammlung. Es ist ein Haartrockner und wird mit einem Aufsatz zum Reisebügeleisen
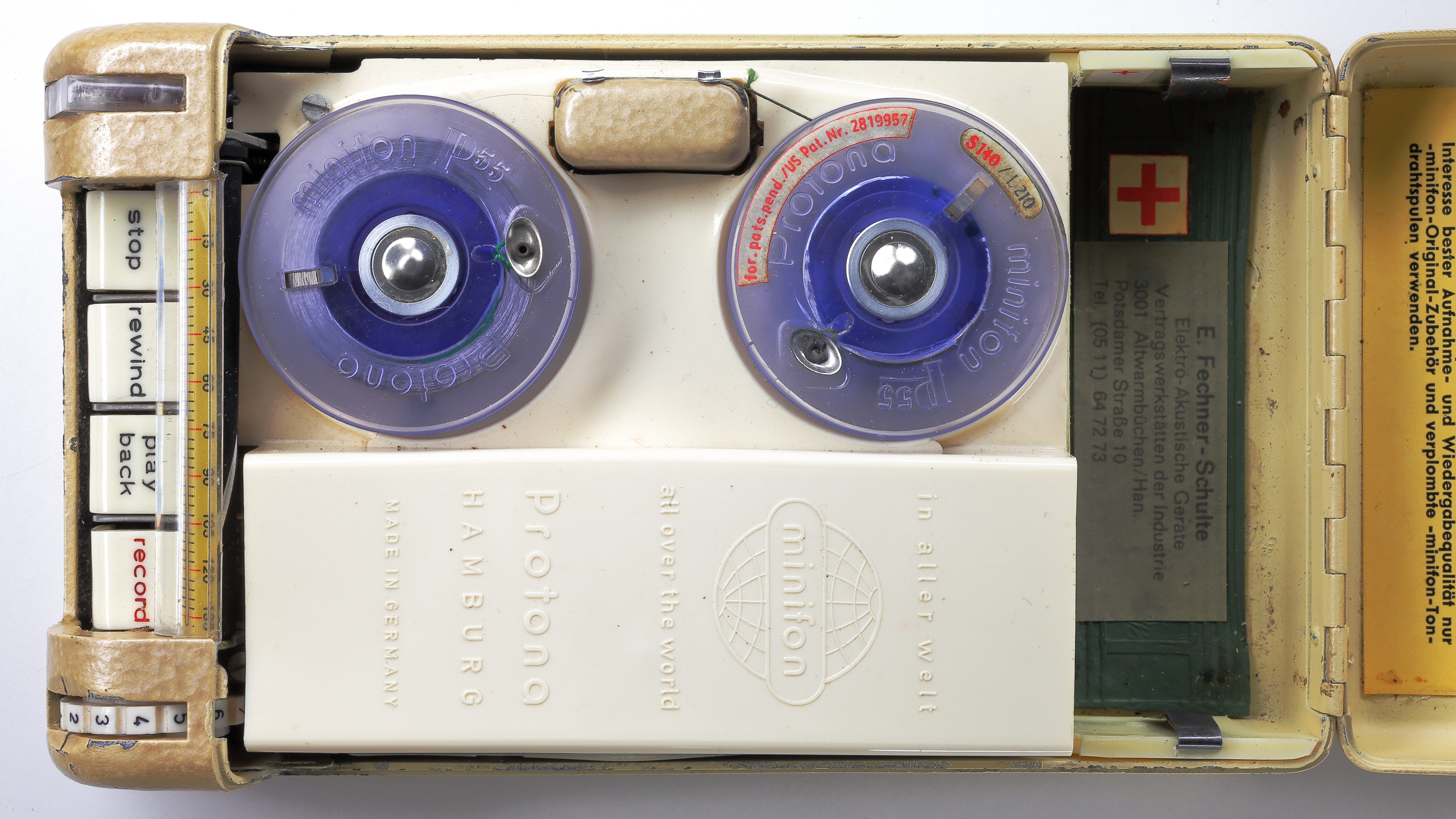
Minifon Spezial S
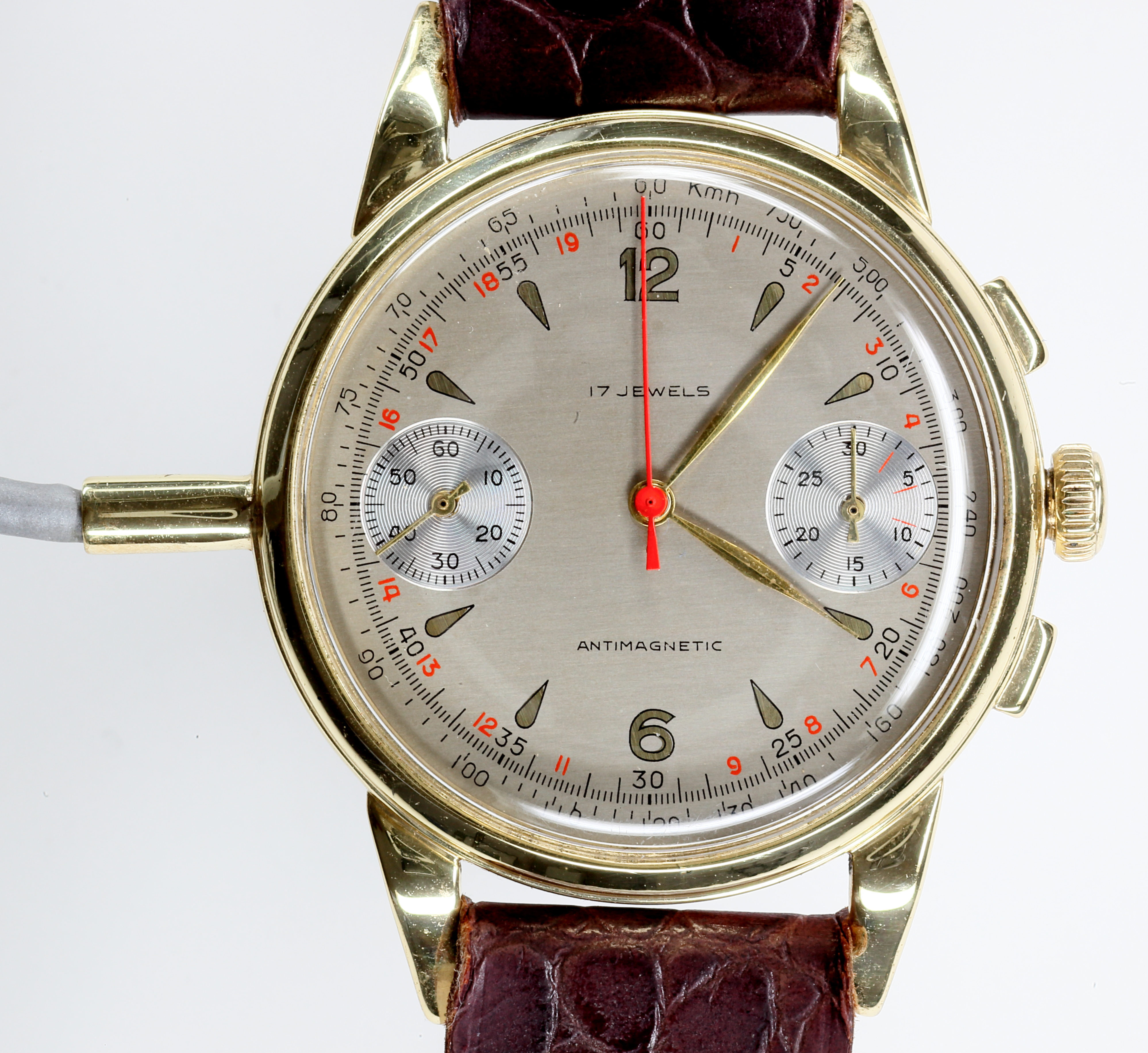
Uhrenattrappe mit eingebautem Mikrofon für das Minifon
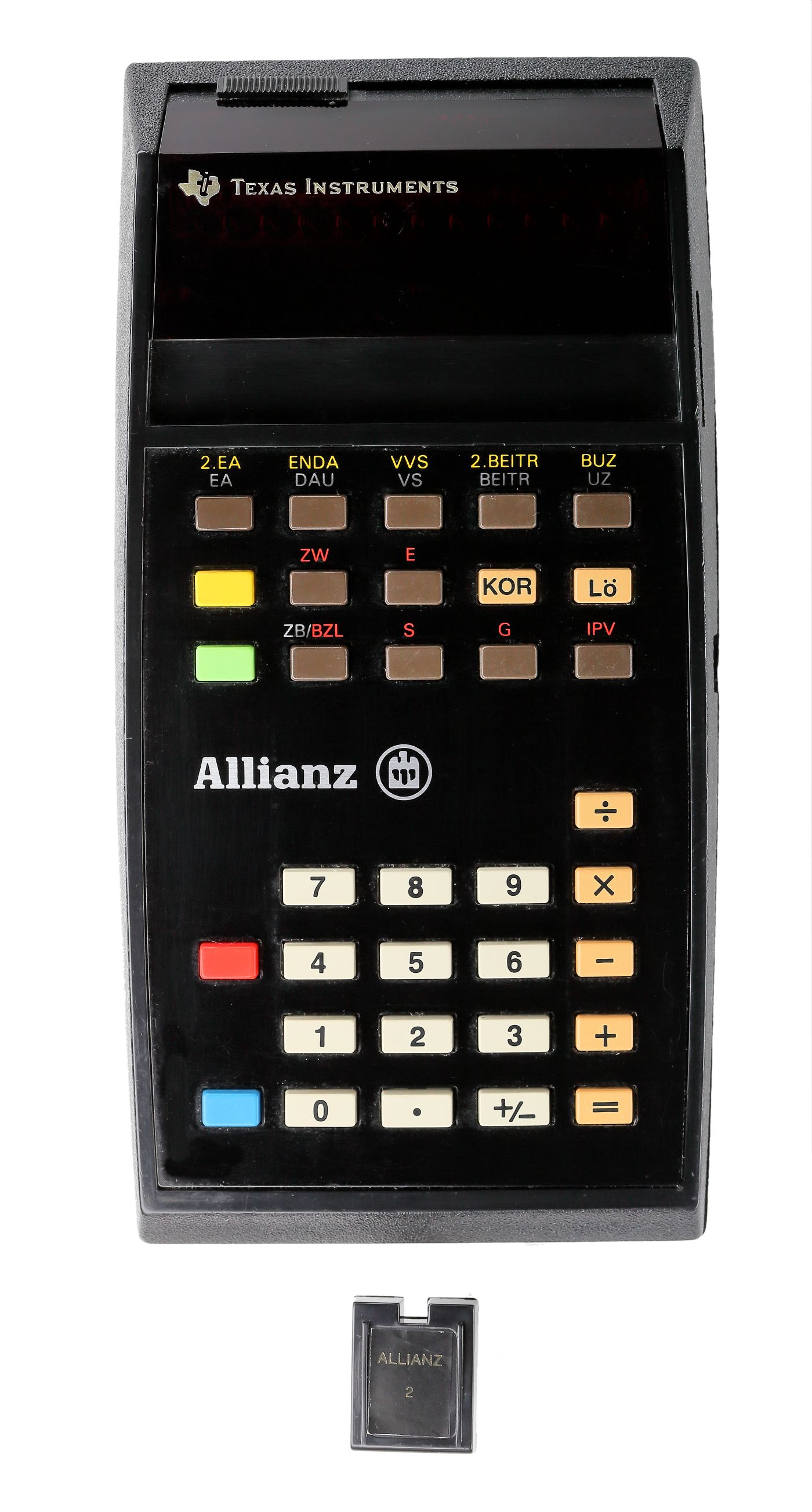
TI-58 Spezialversion